# Angel of Mine (filme)
Angel of Mine (bra: Anjo Meu; prt: Anjo Perdido) é um filme de suspense e drama de 2019 dirigido por Kim Farrant e escrito por Luke Davies e David Regal. É estrelado por Noomi Rapace, Luke Evans, Yvonne Strahovski e Richard Roxburgh. É um remake do filme francês de 2008 L'Empreinte de l'ange.
Teve sua estreia mundial no Festival Internacional de Cinema de Melbourne em 14 de agosto de 2019. Foi lançado em 30 de agosto de 2019 pela Lionsgate.

## Enredo
Lizzie está perturbada com a perda de sua filha recém-nascida, Rosie, que morreu em um incêndio em um hospital junto com 12 mães e bebês. Sete anos depois, ela está tentando desesperadamente processar as etapas do luto e criar seu filho, Thomas, de quem ela dividiu a custódia com seu ex, Mike. Em uma festa de aniversário do amigo de seu filho, ela vê uma menina que ela imediatamente acredita ser Rosie. Ela faz amizade com os pais da garota, Claire e Bernard, fingindo interesse em sua casa à venda. Seus filhos se tornam amigos e ela descobre que o nome da menina é Lola.
Ela começa a perder o controle de sua realidade e frequentemente encontra maneiras de ficar sozinha com Lola. Lizzie fica tão preocupada em observá-la que perde o emprego e se esquece de pegar o filho. Seu ex-marido, pais e terapeuta a confrontam em casa e Mike ameaça levar seu filho embora se ela não conseguir ajuda. Ela diz a eles que tem quase certeza de que Rosie sobreviveu ao incêndio e agora é Lola.
Lizzie decide reunir evidências de DNA para provar suas suspeitas, mas depois de vários incidentes, Claire disse a ela para ficar longe. Lizzie tenta entrar sorrateiramente em sua festa de despedida, mas logo é pega e escoltada para fora. Ela espera em seu carro e se esgueira de volta quando os convidados estão saindo. Ela se esconde e adormece no armário de Lola. Quando ela acorda, ela pega a escova de cabelo de Lola para testar e tenta escapar. Lizzie está quase fora da porta quando Claire a vê. Uma luta violenta se inicia e Lizzie diz a ela para matá-la porque ela nunca vai parar. Claire admite emocionalmente que salvou Lola. Seu bebê morreu por inalação de fumaça e ela encontrou um bebê chorando com uma mulher de bruços no chão. Ela presumiu que Lizzie estava morta e apresentou o bebê como se fosse seu. Em seguida, é mostrado que Bernard e as duas crianças estavam parados no corredor e ouviram sua confissão.Lizzie conta a notícia a Mike e ele se desculpa.
Algum tempo depois, Lizzie é vista com sua família se preparando para sua primeira visita com Lola. Thomas pergunta com que frequência eles a verão e Mike responde que saberão mais depois do julgamento de Claire. Bernard traz Lola e uma chorosa Claire troca um olhar com Lizzie do carro. Lola se reencontra com sua família biológica.

## Elenco
- Noomi Rapace como Lizzie
- Luke Evans como Mike
- Yvonne Strahovski como Claire
- Richard Roxburgh como Bernard

## Produção
Em fevereiro de 2018, foi anunciado que Noomi Rapace havia se juntado ao elenco do filme, com Kim Farrant dirigindo um roteiro de Luke Davies e David Regal. Em março de 2018, Yvonne Strahovski se juntou ao elenco do filme.  Em maio de 2018, Luke Evans se juntou ao elenco do filme.
Yvonne estava grávida de seis meses ao filmar Angel of Mine, então uma dublê de corpo é usado em parte de uma cena de luta em que Claire joga Lizzie em uma parede e as duas rolam em vidros quebrados (na verdade, "vidro doce", feito de açúcar). “Porque eu tinha uma barriga, não podia fazer muito no chão”, explica ela.

## Lançamento
Ele teve sua estreia mundial no Festival Internacional de Cinema de Melbourne em 14 de agosto de 2019. Foi então lançado nos Estados Unidos em 30 de agosto de 2019, pela Lionsgate.

## Recepção
No agregador de resenhas Rotten Tomatoes, Angel of Mine detém uma taxa de aprovação de 73%, com base em 22 resenhas, com uma classificação média de 6.60/10. No Metacritic, o filme tem uma pontuação média ponderada de 47/100, com base em 10 críticos, indicando "críticas mistas ou médias".